# Wojewodowie czernihowscy

## Wojewodowiewojewództwa czernihowskiegoI Rzeczypospolitej
Województwo czernichowskie, jak i urząd wojewody czernichowskiego, utworzone zostały za panowania Władysław IV Wazy w roku 1635 na sejmie.
| Monarcha                                                                  | #  | Wojewoda                                                                   | Portret | Herb | Lata sprawowania urzędu                                | Lata życia                                         |
| ------------------------------------------------------------------------- | -- | -------------------------------------------------------------------------- | ------- | ---- | ------------------------------------------------------ | -------------------------------------------------- |
| Władysław IV Waza/ Jan II Kazimierz Waza                                  | 1  | Marcin Kalinowski Marcin Kalinowski h. Kalinowa                            |         |      | 16 marca 1635 – 3 czerwca 1652                         | ok. 1605 – 3 czerwca 1652, Batoh k. Czetwertynywki |
| Władysław IV Waza/ Jan II Kazimierz Waza                                  | 2  | Krzysztof Tyszkiewicz Łohojski Krzysztof Tyszkiewicz Łohojski h. Leliwa II |         |      | 1654 – 5 września 1659/przed 7 września 1660           | zm. przed 7 września 1660                          |
| Jan II Kazimierz Waza/ Michał Korybut Wiśniowiecki/ Jan III Sobieski      | 3  | Stanisław Kazimierz Bieniewski Stanisław Kazimierz Bieniewski h. Radwan    |         |      | 4 września 1660 – 6 września 1679/przed 17 lutego 1680 | 1610 – przed 17 lutego 1680                        |
| Jan III Sobieski                                                          | 4  | Mariusz Stanisław Jaskólski Mariusz Stanisław Jaskólski h. Leszczyc        |         |      | 3 marca 1680 – 1683                                    |                                                    |
| Jan III Sobieski                                                          | 5  | Jan Gniński Jan Gniński h. Trach                                           |         |      | 1678/19 maja 168331 maja 1685 – 1685                   |                                                    |
| Jan III Sobieski                                                          | 6  | Otto Fryderyk Felkerzamb Otto Fryderyk Felkerzamb h. własnego (Felkerzamb) |         |      | 1685 – 17 marca/sierpniu 1696                          |                                                    |
| Jan III Sobieski/ August II Mocny/ Stanisław Leszczyński/ August II Mocny | 7  | Franciszek Jan Załuski Franciszek Jan Załuski h. Junosza                   |         |      | 21 marca/5 czerwca 1696 – 28 lutego 1716               | 1660 – 17 listopada 1735                           |
| August II Mocny                                                           | 8  | Mikołaj Franciszek Krosnowski Mikołaj Franciszek Krosnowski h. Junosza     |         |      | 1718 – przed 21 stycznia 1724                          | zm. przed 21 stycznia 1724                         |
| August II Mocny                                                           | 9  | Piotr Jan Potocki Piotr Jan Potocki h. Pilawa                              |         |      | 26 marca 1724 – przed 26 czerwca 1726                  | zm. przed 26 czerwca 1726                          |
| August II Mocny                                                           | 10 | Józef Lubomirski Józef Lubomirski h. Szerniawa (bez krzyża)                |         |      | 26 czerwca 1726 – przed 19 czerwca 1732                | zm. przed 19 czerwca 1732                          |
| August II Mocny/ Stanisław Leszczyński/ August III Sas                    | 11 | Józef Remigian Potulicki Józef Remigian Potulicki h. Grzymała              |         |      | 19 czerwca 1732 – 30 lipca 1734                        | ok. 1695, Więcbork – przed 21 października 1734    |
| August III Sas                                                            | 12 | Jakub Florian Narzymski Jakub Florian Narzymski h. Dołęga                  |         |      | 24 grudnia 1734 – 8 lipca 1737                         | 1690 – 21 sierpnia 1759,Warszawa                   |
| August III Sas/ Stanisław August Poniatowski                              | 13 | Piotr Michał Miączyński Piotr Michał Miączyński h. Suchekomnaty            |         |      | 8 lipca 1737 – 13 września 1764/w II poł. 1776         | 1695 – w II poł. 1776                              |
| Stanisław August Poniatowski                                              | 14 | Franciszek Antoni Ledóchowski Franciszek Antoni Ledóchowski h. Szaława     |         |      | 4 grudnia 1776 – 9 stycznia 1783                       | 1728 na Wołyniu – 9 stycznia 1783, Wiedeń          |
| Stanisław August Poniatowski                                              | 15 | Ludwik Wilga Ludwik Wilga h. Bończa                                        |         |      | 20 stycznia 1783 – 1786                                |                                                    |